# Lornay
Lornay és un municipi francès situat al departament de l'Alta Savoia i a la regió d'Alvèrnia-Roine-Alps. L'any 2007 tenia 443 habitants.

## Demografia

### Població
El 2007 la població de fet de Lornay era de 443 persones. Hi havia 140 famílies de les quals 18 eren unipersonals (9 homes vivint sols i 9 dones vivint soles), 39 parelles sense fills, 74 parelles amb fills i 9 famílies monoparentals amb fills.
La població ha evolucionat segons el següent gràfic:
Habitants censats

### Habitatges
El 2007 hi havia 174 habitatges, 149 eren l'habitatge principal de la família, 16 eren segones residències i 9 estaven desocupats. 141 eren cases i 31 eren apartaments. Dels 149 habitatges principals, 109 estaven ocupats pels seus propietaris, 36 estaven llogats i ocupats pels llogaters i 4 estaven cedits a títol gratuït; 3 tenien una cambra, 3 en tenien dues, 16 en tenien tres, 61 en tenien quatre i 65 en tenien cinc o més. 119 habitatges disposaven pel capbaix d'una plaça de pàrquing. A 46 habitatges hi havia un automòbil i a 94 n'hi havia dos o més.

### Piràmide de població
La piràmide de població per edats i sexe el 2009 era:
| Homes | Edats   | Dones |
| ----- | ------- | ----- |
| 0     | 95 o +  | 0     |
| 4     | 90 a 94 | 0     |
| 0     | 85 a 89 | 4     |
| 4     | 80 a 84 | 8     |
| 0     | 75 a 79 | 0     |
| 0     | 70 a 74 | 8     |
| 4     | 65 a 69 | 0     |
| 20    | 60 a 64 | 4     |
| 4     | 55 a 59 | 16    |
| 4     | 50 a 54 | 8     |
| 4     | 45 a 49 | 4     |
| 8     | 40 a 44 | 8     |
| 12    | 35 a 39 | 16    |
| 16    | 30 a 34 | 24    |
| 8     | 25 a 29 | 12    |
| 8     | 20 a 24 | 8     |
| 28    | 15 a 19 | 5     |
| 8     | 10 a 14 | 20    |
| 24    | 5 a 9   | 20    |
| 16    | 0 a 4   | 12    |

## Economia
El 2007 la població en edat de treballar era de 281 persones, 212 eren actives i 69 eren inactives. De les 212 persones actives 199 estaven ocupades (107 homes i 92 dones) i 12 estaven aturades (7 homes i 5 dones). De les 69 persones inactives 24 estaven jubilades, 21 estaven estudiant i 24 estaven classificades com a «altres inactius».

### Ingressos
El 2009 a Lornay hi havia 153 unitats fiscals que integraven 471,5 persones, la mediana anual d'ingressos fiscals per persona era de 18.625 €.

### Activitats econòmiques
Dels 12 establiments que hi havia el 2007, 2 eren d'empreses de fabricació d'altres productes industrials, 4 d'empreses de construcció, 1 d'una empresa de transport, 2 d'empreses immobiliàries, 1 d'una empresa de serveis, 1 d'una entitat de l'administració pública i 1 d'una empresa classificada com a «altres activitats de serveis».
Dels 7 establiments de servei als particulars que hi havia el 2009, 1 era un taller de reparació d'automòbils i de material agrícola, 1 paleta, 2 fusteries, 1 lampisteria i 2 agències immobiliàries.
L'any 2000 a Lornay hi havia 14 explotacions agrícoles que ocupaven un total de 272 hectàrees.

## Equipaments sanitaris i escolars
El 2009 hi havia una escola elemental.

## Poblacions més properes
El següent diagrama mostra les poblacions més properes.